# لويس هارت
لويس هارت (بالإنجليزية: Lois Hart)‏ هي صحفية ومذيعة أخبار أمريكية، ولدت في 5 فبراير 1950 في أتلانتا في الولايات المتحدة.